# اچ‌ام‌اس گیبرالتار پرایز
اچ‌ام‌اس گیبرالتار پرایز (به انگلیسی: HMS Gibraltar Prize) یک کشتی است.